# 双溪珀努
双溪珀努，是印度尼西亚苏门答腊岛占碑省的一座城市，位於該省西部與西蘇門答臘省的交界地帶。它原本隶属于葛林芝县，2008年6月24日从該县独立出来。城市名的字面意思是“满江河”，也被称为锡乌腊克（Siulak）。该市面积391.50平方公里，2010年人口普查結果为82,293人，2020年人口普查結果为96,610人；截至2022年中，官方估计人口为99,233人（其中男性49,638人，女性49,595人）。